# Protection de l'environnement
 (janvier 2021).
La protection de l'environnement consiste à étudier, alerter, sensibiliser à la protection de la nature et/ou à agir pour limiter ou éliminer l'impact négatif des activités humaines sur son environnement.
La conservation de la nature, implique aussi de scientifiquement comprendre le fonctionnement systémique, local, régional et planétaire de l'environnement ; d'identifier les actions humaines qui portent préjudice aux écosystèmes, aux ressources naturelles, et aux générations actuelles ou futures ; et de mettre en place des actions correctives (éviter-réduire-compenser). Cette action a donc à la fois une dimension scientifique, car elle nécessite des connaissances en matière d'état des lieux, de tendances, de connaissance des séquelles industrielles, agricole et de guerre, d'efficacité des mesures de renaturation, gestion et protection ; une dimension juridique (droit de l'environnement) et des dynamiques citoyennes, associatives et politiques transgénérationnelles car les décisions d'action ou d'inaction concernent la qualité de vie, un patrimoine naturel commun, la fiscalité environnementale et ont des coûts financiers et d'acceptabilité pour les générations actuelles, mais aussi pour les générations futures, avec des décisions pour partie nécessairement collectives et parfois planétaires.
La connaissance scientifique du fonctionnement global de la planète, du climat et de la biodiversité, est récente (c'est vers la fin du XIXe siècle que les prémisses de l'écologie apparaissent, et il a fallu près d'un siècle pour mesurer combien les activités humaines impactent l'environnement, au risque d'être définitif. En 1972, la création simultanée du Programme des Nations unies pour l'environnement et d'instances gouvernementales correspondantes dans les pays développés marque le point de départ de la volonté d'agir sur un plan collectif. C'est aussi la décennie où apparaissent les ministères de l'environnement et de premières grandes lois de protection de la nature (1976 en France).
Dans les zones riches en biodiversité et/ou en ressources naturelles mais pauvres en termes de législation environnementale, des menaces, agressions et assassinats de défenseurs de l'environnement sont régulièrement dénoncées, dont au sein de communautés autochtones et locales d'Amazonie, d'Afrique centrale et d'Asie du Sud-Est, qui sont souvent particulièrement vulnérables, parfois isolées, et les premières victimes des projets destructeurs d'environnement. À titre d'exemple, en 2020, 227 défenseurs de l'environnement ont été assassinés.

## Origines et nuances du concept
La protection de la nature et des espèces nécessaires à l'homme a peut-être été une préoccupation des sociétés néolithiques ; cependant, la phrase « Nous n'héritons pas la terre de nos ancêtres ; nous l'empruntons à nos enfants », qui a été attribuée à Saint-Exupéry, semble être une locution Lakota. À la fin du XIXe siècle, la science de l'environnement est à peine née, elle ne porte pas encore de nom. Elle s'appuie sur les sciences exactes et des savoirs issus d'autres domaines pour rapidement progresser ; le carottage des glaces polaires est typiquement un axe de recherche proche du fondamental, qui a fourni des résultats pratiques d'une importance à la fois élevée et inattendue. L'écologie a été à la source de nombreuses notions, découvertes, et vocations scientifiques et politiques.
Des tensions existent entre des approches holistiques (protection globale des écosystèmes planétaires) et des approches plus utilitaristes (ex : protéger les abeilles parce qu'on en a besoin comme pollinisatrices) et/ou anthropocentriques qui à l'extrême se réduisent parfois au cadre de vie ou à des approches de type nimby) et l'approche intrinsèque de la protection de l'environnement, ces approches étant plus ou moins conflictuelles ou complémentaires selon les contextes.

### Environnement comme système planétaire

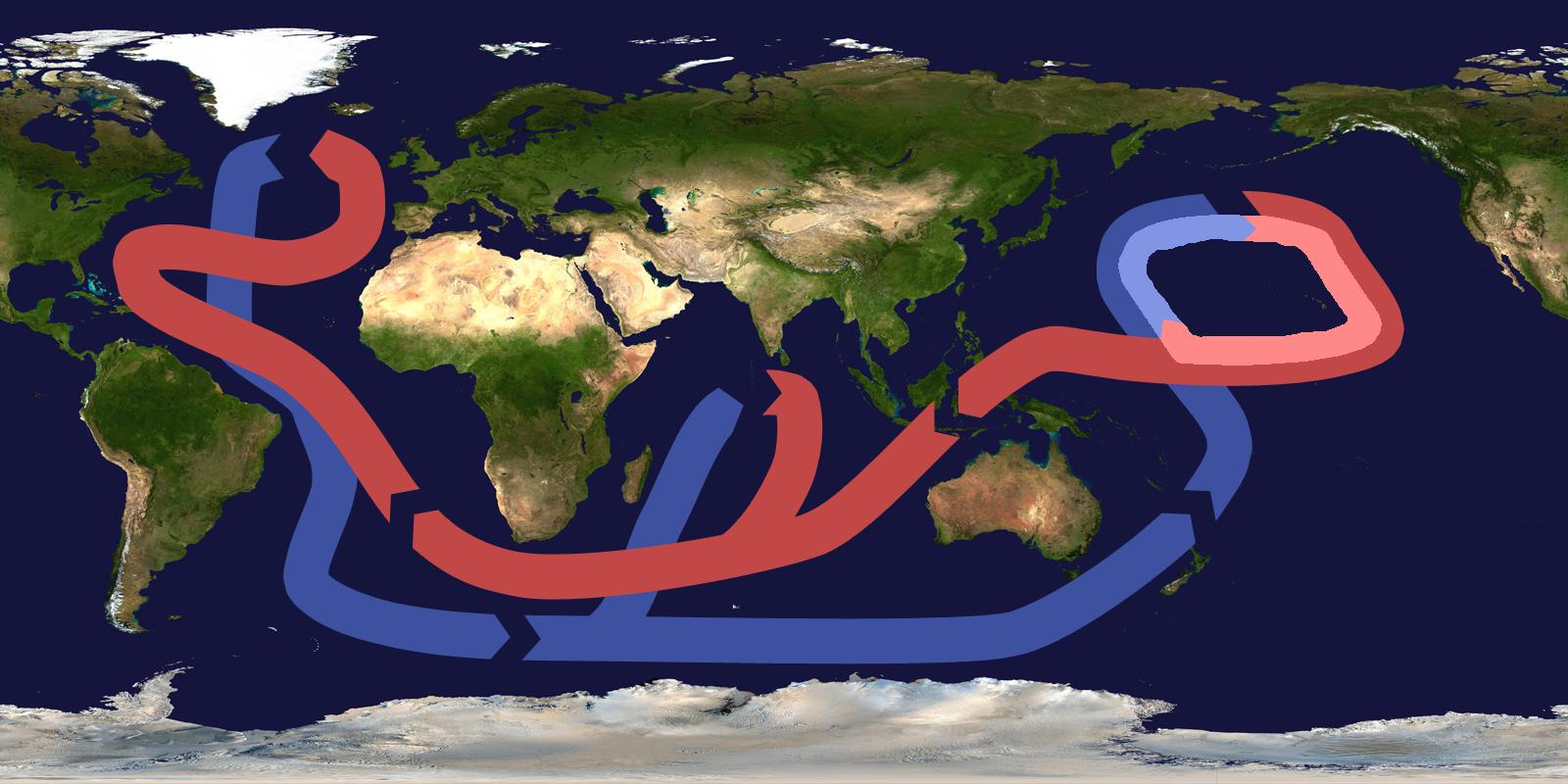
La circulation thermohaline n'a été connue qu'à la fin du XXe siècle.

La planète a longtemps été considérée comme une simple juxtaposition de systèmes naturels sans grand rapport entre eux, si ce n'est une création ex nihilo, mise à la disposition de l'espèce humaine ; ce n'est qu'au XIXe siècle que, presque simultanément, plusieurs sciences remettent en cause cette vision.
Ainsi, l'utilisation des ressources in situ sur la Lune ou sur Mars ne constitue pas une atteinte directe à l'environnement terrestre.

#### Évolution des espèces
La théorie de l'évolution des espèces proposée par Darwin, en 1859, révolutionne la pensée à plus d'un titre, mais particulièrement en démontrant une filiation entre toutes les espèces. De plus, l'étude des fossiles qui va se généraliser laissera entendre que la géographie statique des continents ne permet pas d'expliquer la ressemblance de traces fossiles séparées par des océans. Enfin, dans la lignée de la révolution copernicienne, qui avait abandonné le géocentrisme pour l'héliocentrisme, elle remet en cause la prééminence de l'homme dans la nature, position attestée jusque-là par de nombreuses civilisations et religions. Cette remise en cause de la pensée non seulement scientifique, mais morale et religieuse, vaudra à Darwin une importante opposition. Ce n'est qu'à la fin du XXe siècle que l'homme se considèrera simplement comme l'une des espèces de son environnement, éventuellement susceptible d'extinction.

#### Tectonique des plaques
En 1915, Alfred Wegener propose sa théorie de la tectonique des plaques ; elle implique un fonctionnement planétaire des mouvements du sol, et accentue le besoin de considérer l'environnement terrestre de façon globale. Son travail ne commencera à être accepté par la communauté scientifique qu'à partir de 1945.

#### Météorologie

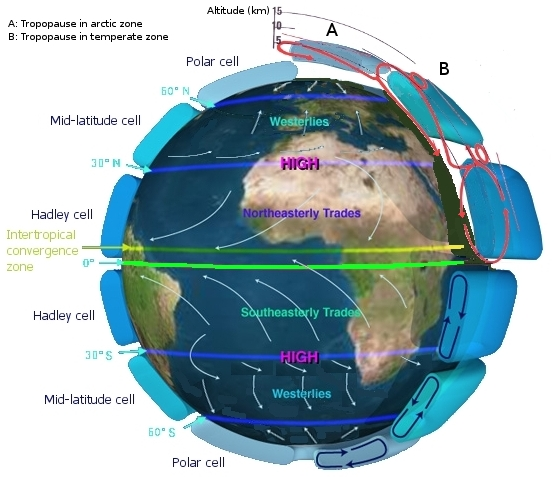
Les cellules de Hadley furent évoquées au XVIIIe siècle.

À la suite d'une tempête destructrice en 1854, Urbain Le Verrier met en place un réseau européen de stations météorologiques. Cependant, ce n'est qu'en 1919 que l'école norvégienne développe la théorie des fronts, soulignant le comportement planétaire de la météorologie. En 1963, Lorenz introduit la notion de système chaotique dans la compréhension de ce domaine.

#### Biomes et écosystèmes
Si l'écologie a en quelque sorte toujours existé, sa formalisation est récente ; la notion de biome, introduite en 1910, analyse la planète indépendamment de toute frontière, pour se baser sur des conditions de flore, faune et météorologie. Le terme d'écosystème est en 2010 d'usage commun ; il était inconnu il y a 50 ans. Le terme biodiversité date de 1988.

### Découverte des dégradations d'origine humaine
La pollution systématique (au sens de régulière) était connue dès la fin du XIXe siècle ; le smog londonien est typique de cette période. Cependant, on n'avait pas conscience à cette époque qu'une pollution puisse dégrader l'environnement de façon durable. Dans le cours de la deuxième partie du XIXe siècle, certaines inquiétudes se font jour vis-à-vis de l'exploitation de la nature par l'homme, et de sa dégradation, non pas dans un cadre accidentel, mais au contraire dans le cours normal des activités humaines.

#### Agriculture
Le livre de Rachel Carson, Printemps silencieux, souligne dès 1962 les dégâts causés par l'agriculture moderne à la nature même qu'elle devrait entretenir. Ce livre introduit de nouvelles notions qui seront par la suite indissociables de l'écologie, de la protection de l'environnement et de l'écotoxicologie :
- toxicité élevée, et fréquemment inconnue des produits phytosanitaires ;
- longue durée de vie de ces nouvelles molécules, qui n'existent pas à l'état naturel, et ne sont donc pas dégradées par l'environnement ;
- principe de la concentration des produits toxiques dans la chaîne trophique ;
- absence de contrôle, et même de compréhension des phénomènes.

Le DDT sera interdit dans les pays développés au cours des décennies 1970 et 1980.

#### Accidents industriels

Les zones contaminées après la catastrophe de Tchernobyl

Les accidents industriels étaient connus au XIXe siècle (en France, la catastrophe de Courrières fit plus de 1 000 morts en 1906) ; cependant, ils concernaient essentiellement les personnes qui travaillaient dans les lieux concernés. La densification démographique, les dangers croissants conduisent à des catastrophes concernant les riverains, bien au-delà des voisins immédiats. Ils ont permis à chaque citoyen de mesurer d'une façon moins abstraite les dangers associés à certaines technologies ; paradoxalement, ils ont en compte de ces dangers, avec parfois la création de cadres juridiques directement hérités.

#### Analyse de l'atmosphère
À la fin du XVIIIe siècle, Joseph Priestley et Antoine Lavoisier analysent l'air. Il faudra attendre le XXe siècle pour vérifier que l'air est le même partout, et plus encore, que nous partageons tous le même. L'augmentation des gaz à effet de serre dans l'atmosphère terrestre fut identifiée dans la deuxième moitié du XXe siècle ; en 1958, le U.S. Committee on Extension to the Standard Atmosphere publie la composition de celle-ci, avec une mise à jour en 1962 donnant 314 ppm de CO2, puis en 1976. Curieusement, ce comité ne remet pas à jour la valeur de la concentration du CO2, qui est pourtant la seule à avoir évolué.

## Formalisation du concept

### Développement durable

Diagramme du développement durable : une approche globale à la confluence de trois préoccupations, dites « les trois piliers du développement durable ».

Depuis la fin des années 1980, et surtout depuis le sommet de la Terre de Rio de Janeiro en 1992, les dirigeants mondiaux ont été amenés à redéfinir la notion de développement pour prendre en compte non seulement les besoins des générations présentes, mais aussi ceux des générations futures, selon la définition du rapport Brundtland (1987). Le développement durable préconise d'agir globalement, et s'articule autour des trois piliers que sont l'environnement, le social, et l'économie, dans une démarche holistique. Le développement durable a donné lieu à des plans d'action comme l'agenda 21 (1992) ou les objectifs de développement durable (2012).
Divers économiste et auteurs plaident pour que la protection de l'environnement et ses bénéfices soient valorisés dans les compte publics (ou privés)
Desaigues, B., & Point, P. (1992). L'Économie du patrimoine naturel: La valorisation des bénéfices de protection de l'environnement. FeniXX.

### Pollution
Le thème n'est pas nouveau, mais il se formalise avec la notion de responsabilité associée à une pollution, puis de pollueur-payeur, qui facilite l'approche juridique et réglementaire.

### Utilité de la biodiversité
Pendant des siècles, la révolution agricole a conduit à un appauvrissement délibéré et continu de la biodiversité des zones habitées ; cela était considéré comme normal et même souhaitable.

### Finitude des ressources
Le mot finitude s'applique ici aux ressources naturelles, en particulier les combustibles fossiles et les métaux. La raréfaction des métaux a été étudiée par Philippe Bihouix et Benoît De Guillebon, appuyés par l'association des Centraliens.

### Recyclage et réutilisation, «stratégies zéro déchets»

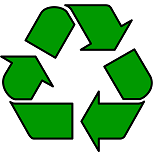
Le recyclage a envahi les procédés industriels et la vie des citoyens.

Le recyclage s'avère aujourd'hui de plus en plus nécessaire pour gérer la raréfaction des ressources naturelles et éviter la prolifération des déchets dans la nature. Il est en particulier important pour les matières plastiques, ainsi que pour la plupart des métaux, dont les ressources disponibles vont en diminuant.

### Empreinte écologique
Dans les années 1990, on définit l'empreinte écologique comme la surface de planète nécessaire aux besoins actuels de l'humanité, qu'il s'agisse de production ou de recyclage des déchets ; c'est une mesure de la pression qu'exerce l'homme sur la nature. Cette notion peut s'appliquer à des populations ou des filières industrielles. Assez rapidement, on se rend compte que cette pression dépasse déjà les capacités totales de la planète.

## Action politique

### Action internationale

#### Instances internationales
À l'issue du premier sommet de la terre à Stockholm en 1972, la conférence des Nations unies décide de créer le Programme des Nations unies pour l'environnement (PNUE), qui aura pour mission de :
- coordonner les activités des Nations unies dans le domaine de l'environnement ;
- assister les pays dans la mise en œuvre de politiques environnementales ;
- encourager le développement durable.

L’Organisation météorologique mondiale (OMM) et le PNUE créent, en 1988, le Groupe d'experts intergouvernemental sur l'évolution du climat (GIEC) ; il est ouvert à tous les pays membres de l’ONU et de l’OMM.

#### Négociations et actions internationales
Dans les années 1990 la communauté intérnationale, démunie de normes juridiques adaptées au contexte mondial et transfrontière de la pollution et de la dégradation de la planète, est confrontée à une accélération de la dégradation de l'environnement scientifiquement clairement démontrée, devant faire face à de lourds défis 
La Convention-cadre des Nations unies sur les changements climatiques et la Convention-cadre des Nations unies sur les changements climatiques sont les deux grandes conventions issues du Sommet de Rio (juin 1992). Au sein de l'ONU, le PNUE, et l'UICN, en s'appuyant sur les ODD cherchent à veiller à leur bonne application et évaluation.
La responsabilité environnementale (individuelle, des entreprises, internationale, nationale et des collectivités) est souvent mis en avant, ainsi que les problèmes difficiles posés dans l'espace et le temps par le concept de juste réparation du préjudice écologique, avec des perspectives nouvelles en matière de poursuite d'auteurs de "crimes écologiques". La fiscalité environnementale est l'un des outils mobilisés pour mieux protéger l'environnement.

#### Sommets de la Terre
Les sommets de la Terre sont des rencontres ayant lieu tous les dix ans entre dirigeants mondiaux depuis 1972, avec pour but de définir les moyens de stimuler le développement durable au niveau mondial.

### Action législative

#### Pollueur-payeur
Le principe pollueur-payeur a été mis en œuvre en France pour la première fois au travers de la Loi sur l'Eau du 16 décembre 1964 (Loi relative au régime et à la répartition des eaux et à la lutte contre leur pollution), qui institue une redevance de prélèvement et une redevance de pollution, respectivement proportionnelles au volume d'eau prélevée sur la ressource et à la masse des divers polluants contenus dans les eaux usées rejetées.
Le principe pollueur-payeur a été adopté par l'OCDE en 1972. Il figure dans l'Acte unique européen de 1986.

#### Règlement REACH
Le Règlement REACH, entré en vigueur le 1er juin 2007, marque entre autres la volonté du législateur européen de faire porter à l'industrie la responsabilité d'évaluer et de gérer les risques toxicologiques et écotoxicologiques posés par les produits chimiques et de fournir des informations de sécurité adéquates à leurs utilisateurs.

### Relais nationaux
L'Agence de protection de l'environnement des États-Unis (EPA) a été créée en 1970 avec pour mission de « protéger la santé humaine et de sauvegarder les éléments naturels — l’air, l’eau et la terre — essentiels à la vie ». En 2010, elle joue un rôle essentiel comme relai de la politique nationale américaine.
La France a créé le 27 janvier 1971, son ministère de la Protection de la nature et de l’Environnement, qui s'appelle en 2010 le Ministère de l'Écologie, de l'Énergie, du Développement durable et de la Mer.

### Action citoyenne
Une étude publiée en février 2022 par deux coalitions d'entreprises et d'ONG, « The B Team » et « Business for Nature », estime que le monde dépense chaque année au moins 1 800 milliards $, soit 2 % du PIB mondial, en subventions qui entraînent la destruction des écosystèmes et l'extinction des espèces.

### Action des entreprises
Des entreprises ou fondations d'entreprises s'engagent ou disent s'engagger pour la protection de l'environnement, souvent pour des raisons qui relèvent du Greenwashing, mais certaines (bureaux d'étude en génie écologique, certains acteurs de l'écotourisme par exemple) en ont fait leur cœur de métier

## Axes de développement

### Habitat
L'habitat moderne est la première source de consommation d'énergie dans les pays développés ; quand il se manifeste sous la forme de lotissements contenant des maisons individuelles flanquées d'une petite surface de terrain (surnommé Suburbia en anglais), il est la source de multiples dommages à l'environnement ; on peut signaler les causes suivantes :
- le faible coefficient d'occupation des sols (COS, de 0,3 à 0,5) proposé par ce type d'habitat conduit à une forte emprise sur la nature et à son morcellement, affaiblissant localement la biodiversité ;
- l'isolation thermique des habitats individuels est plus difficile à réaliser, et plus coûteuse, que celle d'un habitat collectif, conduisant à une consommation d'énergie plus élevée ;
- un lotissement exigera des dépenses supplémentaires en matières premières pour l'installation des voirie et réseaux divers, ce qui s'ajoute à l'énergie grise nécessaire à la réalisation du bâtiment ;
- la faible densité de population ne rendra pas économiquement possible la mise en place de transport en commun, obligeant ainsi au recours définitif à l'automobile, actuellement le mode de transport le plus gaspilleur.

Contrairement à une pensée fréquemment véhiculée par des constructeurs, l'habitat individuel neuf ne peut donc en aucun cas être « écologique ». À l'opposé, l'habitat en ensemble immobiliers, avec un COS de cinq à dix fois plus élevé, permet de faire des économies sur tous les points ci-dessus ; par ailleurs, l'urbanisation ne se réduit pas à un simple choix entre ces deux positions.

### Sciences de l'environnement
- Les technologies apportées par l'industrie spatiale ont apporté des connaissances considérables sur l'état de la planète, et les lois physiques qui la concernent ; le schéma ci-contre, qui décrit la concentration en méthane dans l'atmosphère, n'aurait pas été possible sans satellite d'observation.
- L'écologie continue de nourrir l'action en vue de la protection de l'environnement. Le syndrome d'effondrement des colonies d'abeilles, qui aurait pu passer pour un sujet typiquement écologique au départ, est devenu un sujet environnemental quand l'alerte donnée par de nombreux écologistes a permis de découvrir son ampleur.

### Environnement et éthique
La protection de l'environnement bénéficie parfois essentiellement aux générations ultérieures ; il s'agit donc d'un choix éthique et moral. Selon Franck Nouchi, en 2010, Michel Rocard est l'un des premiers à parler de « crime contre l'humanité » pour qualifier « ceux qui prennent du retard ». La notion de crime environnemental se développe dans diverses juridictions dans le monde,. .

### Pressions, menaces crimes contre des défenseurs de l'environnement
Les défenseurs de l'environnement sont souvent directement ou indirectement confrontés à des personnes (ex. : braconniers, déforesteurs, trafiquants, orpailleurs illégaux, exploitants miniers et pétrogaziers, exploitant forestiers et/ou leurs représentants…),, groupes, lobbys et intérêts financiers voire à des États ou encore à des officines, milices et autres groupes armés lors de guerres civiles et autres conflits armés.
Ceci les expose à des pressions et menaces, à des procédures « bâillons » et autres poursuites judiciaires, des emprisonnements et dans les cas les plus extrêmes des agressions physiques ou assassinats. Ces faits sont plus fréquents dans certains pays ou certaines zones pauvres où les ressources naturelles sont abondantes et peu protégée par des réglementations environnementales faibles ou non appliquées (notamment en Amazonie, Afrique centrale et Asie du Sud-Est).
Ces actes de violence sont motivés par des intérêts économiques d'acteurs qui exploitent, surexploitent ou dégradent l'environnement et les ressources naturelles de manière non soutenable. Ils s'agit notamment d'acteurs provenant de secteurs de l'industrie extractive ou contribuant, parfois de manière illégale ou sous couvert de greenwashing, à la déforestation, à la surpêche, à l'agro-industrie, à l'industrie pétrochimique, chimique et des biotechnologies, ou encore à l'industrie de la finance qui profite de la fiscalité noire. Il s'agit aussi de promoteurs immobiliers. Ces acteurs cherchent à exploiter les ressources naturelles à leur profit, sans suffisamment compte de l'impact environnemental et social de leurs activités. Ils perçoivent comme des obstacles à leurs profits les défenseurs de l'environnement, qui s'opposent à leurs projets ou qui leur demandent des mesures d'évaluation, d'évitement, de réduction ou de juste compensation des impacts.
Des assassinats, agressions, et dans les démocraties libérales des procédures bâillons et divers types de menaces, visent à intimider ou faire taire les voix de certains groupes ou leaders qui s'élèvent contre les projets qui détruisent ou menacent l'environnement.